# Maurice Selly
Maurice Joseph Selly, né en 1887 est un architecte belge.

## Biographie
Après des études à l'Académie royale des beaux-arts de Bruxelles, où il fréquente le peintre Charles Swyncop, l'homme politique War Van Overstraeten, les architectes James Allard, Frans Van Der Drift, Philibert Schomblood, Paul Rubbers, Jean-François Hoeben et Lucien François, il est président de la jeune Fédération des architectes dessinateurs et des dessinateurs du bâtiment.
Il participe notamment à la reconstruction d'Ypres au lendemain de la Première Guerre mondiale par la livraison de nombreuses habitations, des entrepôts, des commerces et des auberges. Il intervient également à Schaerbeek